# Torfowiec ząbkowany
Torfowiec ząbkowany (Sphagnum denticulatum Brid.) – gatunek mchu z rodziny torfowcowatych (Sphagnaceae).

## Rozmieszczenie geograficzne
W Europie występuje od Półwyspu Fennoskandzkiego (Norwegia, Szwecja, Finlandia, północno-zachodnia Rosja) na północy po Azory i Maderę, południową część Półwyspu Iberyjskiego (Portugalia, Hiszpania), wyspy Morza Śródziemnego (Korsyka, Sardynia, Sycylia, Kreta), południową część Półwyspu Bałkańskiego (Albania, Grecja, Bułgaria) i Kaukaz Południowy (Gruzja) na południu. Południkowy zasięg jego występowania rozciąga się od Islandii i Azorów na zachodzie po środkową europejską część Rosji na wschodzie. Znany jest również z obszarów wysokogórskich, z Karpat (w tym z Tatr) oraz austriackich i szwajcarskich Alp.
W Polsce jest spotykany na terenie całego kraju, choć liczniejszy w zachodniej części. W górach rośnie raczej rzadko. Najwyżej położone stanowisko znajduje się w Karkonoszach (1420 m n.p.m.).

## Morfologia i anatomia
PokrójTorfowiec bywa mały, ale zazwyczaj jest średniego bądź dużego rozmiaru, formy wodne mogą mieć nawet kilkadziesiąt centymetrów długości. Tworzy darnie koloru zielonego, żółtego, żółtawobrązowego, miedzianobrązowego bądź brunatnobrązowego. Jego pokrój jest wysoce zmienny w zależności od warunków, w jakich wzrasta.
GłówkiZaokrąglone, u form lądowych duże, u form wodnych mniejsze i gwiazdkowate. Gałązki główki u form lądowych zwężają się ku końcowi i są rogato zagięte, natomiast u form wodnych są bardziej proste.
PęczkiZbite do luźnych, z trzema bądź czterema gałązkami (rzadko pięcioma), z których dwie lub trzy są gałązkami odstającymi. Są raczej mało zróżnicowane, jeśli już to gałązki w górnych partiach torfowca w warunkach suchych są zazwyczaj zakrzywione, powyginane, skręcone i szczególnie u form ziemnych mogą z wyglądu przypominać baranie rogi, u form wodnych są bardziej proste.
ŁodyżkiU form lądowych mocne, tęgie, do 0,9 mm średnicy; u form wodnych cienkie. Od bladozielonych do prawie czarnych, luźno rozgałęzione, dorastające 20 cm długości; kora wyraźna, choć złożona jedynie z jednej warstwy rozdętych komórek; cylinder wewnętrzny brązowy do czarnego, u populacji rosnących w miejscach zacienionych może być żółtozielony. Łodyżki gałązek wyposażone są w wyraźne komórki retortowe, rozmieszczone w grupach po 2-4 w linii.
Listki łodyżkowePrzeważnie dłuższe niż 1,2 mm, najczęściej jednak nie większe niż 1,8 mm, językowate do łopatkowatych, wklęsłe, wzniesione, odstające lub zwisające, z szeroko zaokrąglonym szczytem, z kończykiem uciętym, nieco wyszarpanym. Co najmniej połowa komórek wodnych ma listewki, przy czym dotyczy to połowy od szczytu liścia, czasami mogą pojawić się u nasady. Pory są zazwyczaj liczniejsze na stronie grzbietowej listka – od 4 do 12 porów (lub więcej) na komórkę wzdłuż ścian komisuralnych; po stronie brzusznej porów mniej i mniejsze.
Listki gałązkoweDuże, do 2,5 mm długości (u form wodnych nawet większe), jajowate, wklęsłe, dość symetryczne, dolne niekiedy zakrzywione. Kończyki mają różny kształt – obcięte, wyszarpane, czasami kapturkowate. Komórki wodne po stronie grzbietowej listka z małymi, okrągłymi porami rozmieszczonymi rzędowo wzdłuż ścian komisuralnych; po stronie brzusznej zazwyczaj kilka lub czasami więcej porów. W przekroju poprzecznym komórki wodne po obu stronach są nieznacznie wypukłe. Komórki chlorofilowe w przekroju poprzecznym są eliptyczne lub beczułkowate, równo otwarte po obu stronach liściach.
Gatunki podobneIstnieje możliwość pomyłki z niektórymi gatunkami z podrodzaju Subsecunda – torfowcem zanurzonym (Sphagnum inundatum) i torfowcem wklęsłolistnym (Sphagnum platyphyllum).  Od torfowca zanurzonego różni się kształtem i budową listków łodyżkowych. U S. inundatum listki te są krótsze (do 1,6 mm długości), ich komórki wodne mają listewki do około jednej trzeciej długości (rzadko do połowy) górnych części i pory przeważnie po stronie brzusznej, rzadko po obu stronach. U S. denticulatum listki łodyżkowe najczęściej są dłuższe niż 1,6 mm, komórki wodne są wyposażone w listewki do połowy długości listka, czasami nawet do nasady, a pory występują głównie na stronie grzbietowej lub czasami nie ma ich wcale na obu powierzchniach. Od S. platyphyllum różni się liczbą warstw kory łodyżki – u torfowca wklęsłolistnego są dwie lub trzy, u torfowca ząbkowanego jedna.

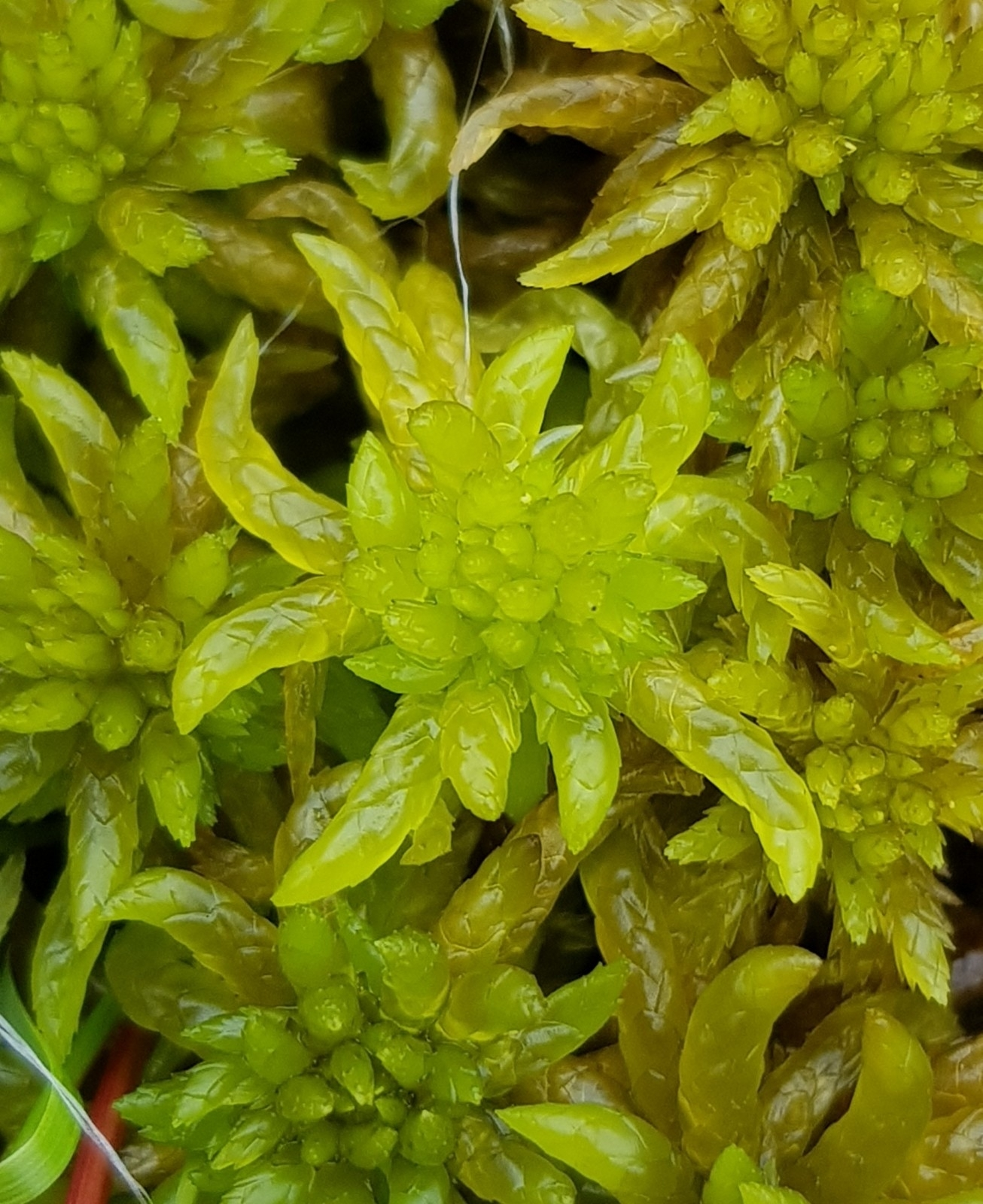
Główka
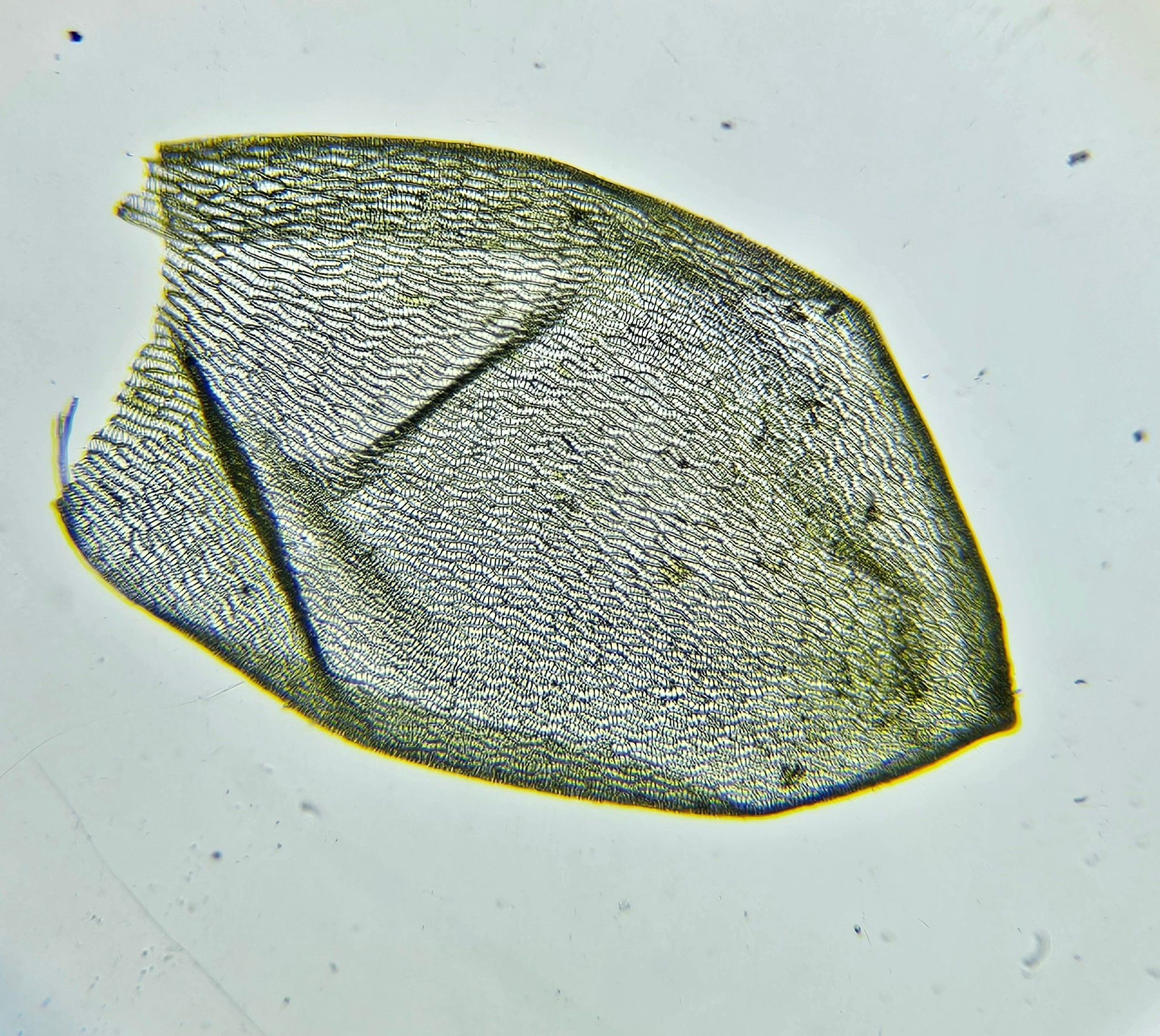
Listek gałązkowy
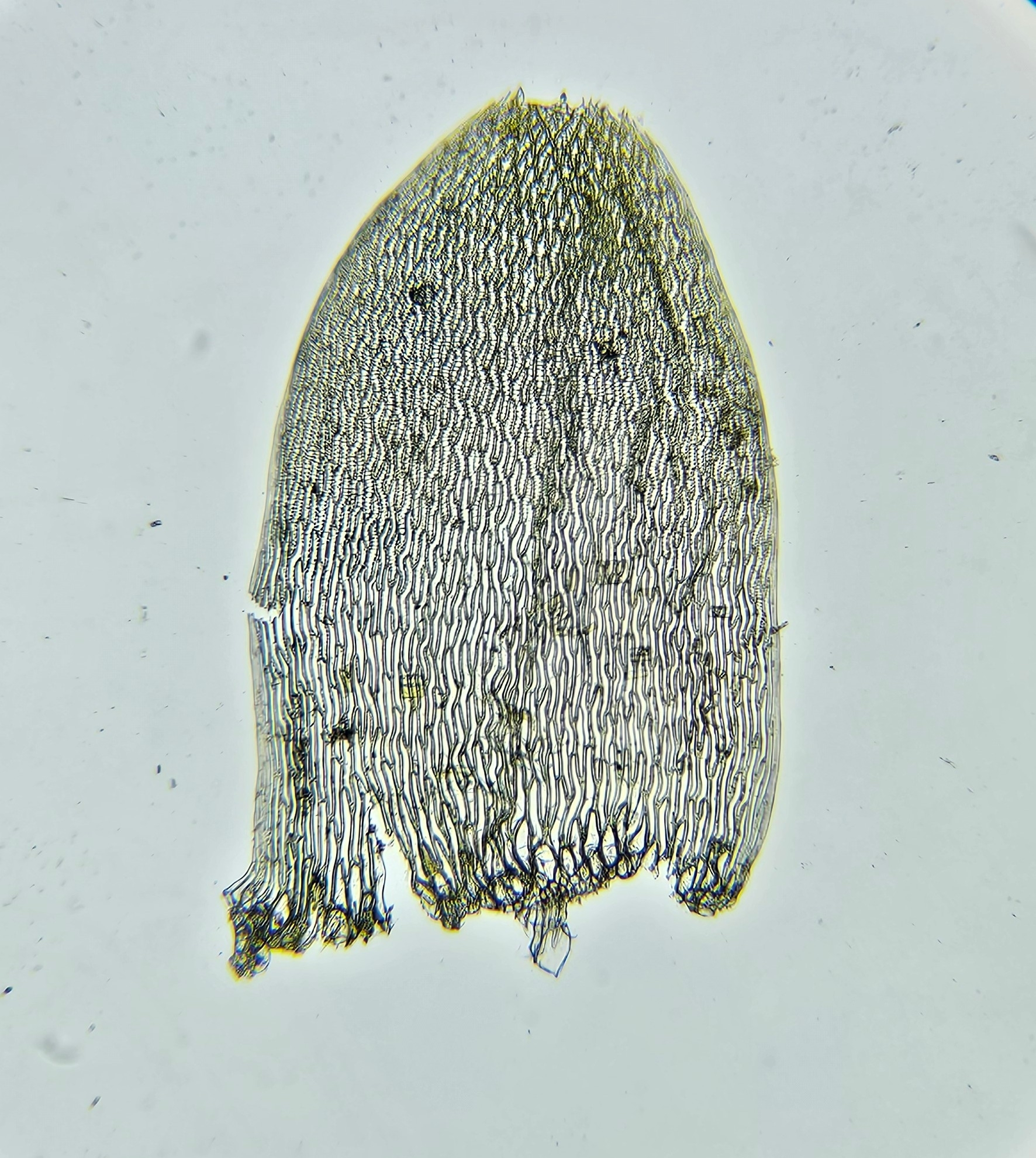
Listek łodyżkowy

## Ekologia i biologia
Występuje w miejscach o wysokim poziomie wody, gdzie rośnie zanurzony lub pływający, na torfowiskach niskich i przejściowych, brzegach jezior, jak również na dnie jezior oligotroficznych. Toleruje siedliska przekształcone przez człowieka. Bywa obecny na brzegach stawów i rowach melioracyjnych. 

## Zagrożenia i ochrona
Gatunek jest objęty w Polsce ochroną od 2001 roku. W latach 2001–2004 podlegał ochronie częściowej, w latach 2004–2014 ochronie ścisłej, a od 2014 roku ponownie objęty jest ochroną częściową, na podstawie Rozporządzenia Ministra Środowiska z dnia 9 października 2014 r. w sprawie ochrony gatunkowej roślin.